# Фаза Беррі
Фа́за Бе́ррі або фаза Панчаратнама-Беррі - приріст фази коливань при адіабатичній циклічній зміні параметрів коливної системи, можлива у випадку, коли стан системи огинає замкнений контур в просторі параметрів. Це явище вперше було виявлене в 1956 Шіварамакрішнаном Панчаратнамом та знову відкрите в 1984 Майклом Беррі.
Якщо повільно, адіабатично, змінювати параметри коливної системи таким чином, щоб вони через певний період повернулися до попередніх значень, але траєкторія системи в просторі параметрів утворила замкнену петлю, то в кінцевому стані система буде здійснювати ті ж коливання, що й у початковому, однак їхня фаза може змінитися, і ця зміна визначається геометрією контуру в просторі параметрів. Вона є свідченням того, що в просторі параметрів існують точки із невизначеною, сингулярною поведінкою.
Фазу Беррі можна експериментально визначити за допомогою інтерференції. 
Прикладом геометричної фази в класичній фізиці є маятник Фуко. Фаза Беррі може спостерігатися в ефекті Аронова — Бома та при конічному перерізі еквіпотенціальних поверхонь. У випадку ефекту Аронова-Бома адіабатичним параметром є магнітне поле в соленоїді, а циклічність означає, що вимірювана величина відповідає замкнутій траєкторії і розраховується звичайним чином, використовуючи інтерференцію. У випадку конічного перерізу, адіабатичні параметри — молекулярні координати. Крім квантової механіки, геометрична фаза виникає також в інших хвильових системах, таких як класична оптика. За емпиричне правило можна взяти, що фаза Беррі виникає щоразу, коли є два параметри, які впливають на хвилю, біля особливості або свого роду «дірки» в топології.

## Дивись також
- Ефект Аронова-Бома